# پتری تیاینن
پتری تیاینن (فنلاندی: Petri Tiainen؛ زادهٔ ۲۶ سپتامبر ۱۹۶۶) بازیکن فوتبال اهل فنلاند بود.
از باشگاه‌هایی که در آن بازی کرده‌است می‌توان به باشگاه فوتبال هلسینکی، باشگاه فوتبال کوسیسی، و باشگاه فوتبال آژاکس آمستردام اشاره کرد.
وی همچنین در تیم ملی فوتبال فنلاند بازی کرده‌است.